# Sümegi Mária-kegyhely
A sümegi Mária-kegyhely egyike a történelmi ferences rend Mária-kegyhelyének.

## Előzmény
1699 januárban Berghoffer Mária Zsófia Katalin álmot látott bécsi otthonában, hogy - keresztcsontjának szuvasodása, mely már járását is megbénította - meggyógyulhat ha egy templom bal oldalán lévő (ölében Krisztust tartó),  Fájdalmas Szűzanya-szobor előtt imádkozna. Keresték Bécsben és környékén a szobrot de nem találták. Második és harmadik álmában már megtudta, hogy Magyarországon, Sümegen kell keresnie. 1699. február 4-én érkezett Sümegre, megtalálta a szobrot. Február 6. levetette a szobrot a helyéről, hogy megérinthesse, és ott a templomban meleg bizsergető érzés után erősnek érezte magát és a többi hívők szeme láttára felállt. Másnap találkozott Széchenyi Pál püspökkel, akinek beszámolt gyógyulásáról.

## A kegyszobor
A tölgyfából faragott szobor, valószínűleg a felvidéki Szakolcáról érkezhetett ferences testvérekkel együtt 1649-ben. A szobor a Fájdalmas Szűzanyát ábrázolja. Azóta többször átfestették. Az eredeti színét megtartva 1938-ban helyreállították és zománcozták. Az első gyógyulások után áthelyezték a főhelyre az oltárra. 1890-ben villám vágott a templomba, de csak az oltárlépcsőt rongálta meg az ott lévő szobornak nem esett baja. Később díszes faragvánnyal vették körbe, melyet valaki 1911-ben petroleummal lelocsolt és elégette, de a kegyszobor nem égett meg.

## Gyógyulások
A hívők a sümegi Szűz Máriának, vagy a Betegek Orvosának nevezték a szobrot. A gyógyulásokat 1718 óta jegyezték fel.

## Emlékezete
- Dávodi Bakó Ádám papköltő írt verset a csodás gyógyulásról.

"Óh, e szobor némán szebben beszél nekem,

Mind egy zengő hárfa csillagfényes éjjen!

Beszéli a Szent Szűz anyai jóságát,

S hogy - honának tartja  magyarok országát!

Hozzánk küldte Bécsből betegét is lám-lám!

Ezért nem dönt sírba,

Törjön bár hazánkra ezer vihar, ármány!"

"Sümegnek ősrégi csodatevő szobra,

Tiszteleteden soha ne essék csorba!

Első szent családnak ragyogó emléke

Minden magyart vonzzon hódolóan elédbe!"

- További gyógyulásokról festmény készült és a templomba van elhelyezve. A bécsi asszony gyógyulása, a megvakult katona, a tűt nyelt kisfiú, keze-lába bénult kisfiú gyógyulásainak esetei.